# Uğurlu, Bucak
Uğurlu là một xã thuộc huyện Bucak, tỉnh Burdur, Thổ Nhĩ Kỳ. Dân số thời điểm năm 2010 là 442 người.